# ان‌جی‌سی ۶۵۶۶
ان‌جی‌سی ۶۵۶۶ یک کهکشان بیضوی‌ که در اژدها (صورت فلکی) قرار دارد.